# S/S Gustaf Lagerbjelke
S/S Gustaf Lagerbjelke var ett svenskt ångpassagerarfartyg. 
Rederi AB Skogstorp, ägt av Oxelösund–Flen–Västmanlands Järnväg, beställde S/S Gustaf Lagerbjelke på Bergsunds Mekaniska Verkstad för passagerare- och godstrafik på Hjälmaren med Skogstorp som utgångspunkt. Hon namngavs efter dåvarande landshövdingen i Södermanlands län, Gustaf Lagerbjelke, och gick på provtur den 10 maj 1890. Hon sattes i trafik i Hjälmaren den 15 maj. 
Rederiets affärer gick dåligt och det slogs 1993 samman med Örebro Nya Rederi AB. Detta rederi köptes 1925 av Ångfartygs AB Drottningholm-Fittja (namnändrat till Trafik AB Mälaren-Hjälmaren). Örebro Rederi AB köpte fartyget 1934 och behöll det till 1952.
S/S Gustaf Lagerbjelke trafikerade Hjälmaren och traden Örebro–Stockholm under hela perioden 1890–1952 för de olika rederierna. Hon byggdes därefter om till pråm och skrotades slutligen 1960.